# Battleford
Battleford (offiziell Town of Battleford) ist eine Gemeinde im zentralen Westen der kanadischen Provinz Saskatchewan. Die Gemeinde ist eine „Urban Municipality“ mit dem Status einer Kleinstadt (englisch Town) und gehört zur Rural Municipality of Battle River No. 438. Gemeinsam mit dem benachbarten North Battleford werden diese beiden Städte zusammen als The Battlefords bezeichnet.

## Lage
Die Kleinstadt grenzt nach Nordosten an den North Saskatchewan River und liegt am Rand der Great Plains sowie an der als Aspen Parkland bezeichneten kanadischen Ökoregion. Am Nordostufer des Flusses liegt der Kleinstadt dann die deutlich größere Stadt North Battleford gegenüber. Nach Südwesten begrenzt der Battle River dann die Gemeinde.
Bis in die nächste Großstadt, das ostsüdöstlich gelegene Saskatoon, sind es Luftlinie etwa 135 Kilometer. Etwa eben so weit ist es bis in das westnordwestlich gelegene Lloydminster.

## Geschichte
Die heutige Gemeinde geht zurück auf einen Handelsposten, den die North West Company hier in der Gegend, im Gebiet der ansässigen Cree und der Blackfoot, errichtete. 1876 errichtete auch die North-West Mounted Police (NWMP) hier einen Posten, aus dem später das Fort Battleford entstand. Die Reste des Forts und seiner Nachfolger wurden am 25. Mai 1923 zur National Historic Sites of Canada in Saskatchewan erklärt.
Im Jahr 1876 bestimmte David Laird, zu dem Zeitpunkt Vizegouverneur der Nordwest-Territorien, den Ort Battleford als neuen Verwaltungssitz der Nordwest-Territorien, welcher damit Fort Livingstone ersetzte. Das als neuer Verwaltungssitz erbaute und im Jahr 2003 niedergebrannte Gebäude wurde am 15. November 1973 zur National Historic Site of Canada erklärt. Die Ernennung zum Verwaltungssitz führte zu einem Aufschwung der Gemeinde. Im Jahr 1878 wurde hier dann der Saskatchewan Herald gegründet, die erste regelmäßig erscheinende Zeitung in der heutigen Provinz Saskatchewan. Die Rolle als Verwaltungssitz des damaligen Nordwest-Territorimus endete jedoch bereits 1883 wieder. Während der Nordwest-Rebellion kam es dann im Jahr 1885 unweit des Ortes zur Schlacht am Cut Knife. 1908 bis 1909 wurde dann hier im Ort das Battleford Court House errichtet, welches heute noch erhalten ist und 1980 auch zur „National Historic Sites of Canada“ erklärt wurde. Der Bau einer Eisenbahnstrecke durch die Canadian Northern Railway durch das benachbarte North Battleford führte dazu, dass nun die Nachbargemeinde die dominierende Position in der Region übernahm.

## Demografie
Der Zensus im Jahr 2016 ergab für die Kleinstadt eine Bevölkerungszahl von 4429 Einwohnern, nachdem der Zensus im Jahr 2011 für die Gemeinde eine Bevölkerungszahl von nur 4065 Einwohnern ergeben hatte. Die Bevölkerung hat damit im Vergleich zum letzten Zensus im Jahr 2011 stärker als der Trend in der Provinz um 9,0 % zugenommen, während der Provinzdurchschnitt bei einer Bevölkerungszunahme von 6,3 % lag. Bereits im Zensuszeitraum von 2006 bis 2011 hatte die Einwohnerzahl in der Gemeinde deutlich stärker als der Provinzdurchschnitt um 10,3 % zugenommen, während die Gesamtbevölkerung in der Provinz um 6,7 % zunahm.

## Verkehr
Die Gemeinde wird von dem in Ost-West-Richtung verlaufenden Highway 16, welcher auch die Bezeichnung Yellowhead Highway trägt und die nördliche Route des Trans-Canada Highway ist, durchquert. Weiterhin verlaufen durch oder enden in Battleford der Highway 4, Highway 29 und Highway 40. Durch Battleford verlaufen keine Eisenbahnstrecken. Die Kleinstadt verfügt auch über keinen eigenen Flughafen. Die Bewohner sind auf die Nutzung des benachbarten Flughafen North Battleford angewiesen.